# Willi Sander (Genossenschaftler)

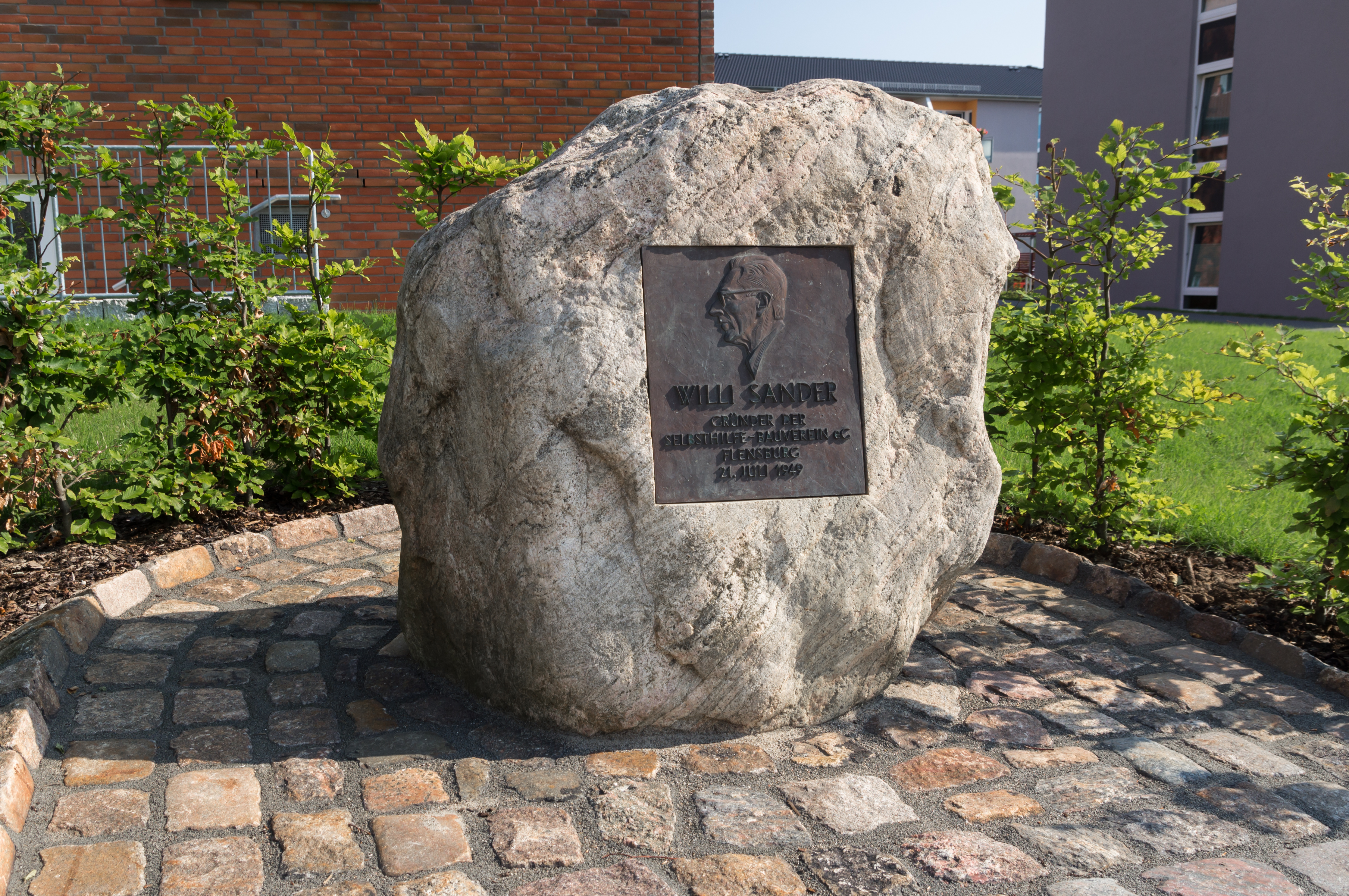
Gedenkstein an Willi Sander, dem Gründer des SBV

Willi Sander (* 27. Oktober 1907 in Primkenau; † 27. Juni 1995 in Flensburg) war ein Genossenschaftler, sozialdemokratischer Politiker (SPD) und Ratsmitglied im Flensburger Stadtrat.

## Familie
Willi Sander wurde in Primkenau, Kreis Sprottau, Niederschlesien geboren. Er war verheiratet mit Gertrud Traute Grützner. Mit ihr hatte er drei Kinder: Gudrun, Manfred und Heike (* 1. Juli 1945; † 9. Oktober 2012). Nach seiner Flucht aus sowjetischer Gefangenschaft gelangte Willi Sander nach dem Ende des Zweiten Weltkriegs als Heimatvertriebener nach Flensburg. Hier traf er wieder auf seine Frau und seine Kinder.

## Wirken
Willi Sander war Gründer des Selbsthilfe-Bauvereins Flensburg e.G. (SBV) und leitete diesen von Juli 1949 bis Dezember 1974 als Vorsitzender. In dieser Funktion spielte er eine zentrale Rolle bei der Stadtentwicklung Flensburgs. Ein vorrangiges Ziel des SBV war, insbesondere in den 1950er und 1960er Jahren, der Aufbau von Wohnraum für die vielen Tausend Vertriebenen und Geflohenen in der Stadt. Mit seiner Genossenschaftsarbeit trug er zur Beschleunigung des Barackenräumprogramms bei und prägte die Entwicklung des Stadtteils Fruerlund. Diese Ziele und die Aktivität von Willi Sander brachte dem Stadtteil unter Flensburgern den Namen Sandershausen oder auch Flüchteby ein. In den späteren Jahren gelang es Sander mit einem Bauprojekt an der Travestraße die Idee der Fernwärmeversorgung aus Dänemark erfolgreich nach Flensburg zu bringen.
Bereits von 1945 an engagierte er sich aktiv in der Vertriebenenarbeit. Er war Mitbegründer des Kreisverbands der Vertriebenen Deutschen – Vereinigte Landsmannschaften Flensburg im Jahr 1948 und fungierte dort von 1967 bis 1993 als 2. Vorsitzender sowie später als Ehrenvorsitzender. Insgesamt war er über 50 Jahre Vorstandsmitglied der dieser Kreisgruppe. In der Kommunalpolitik war Sander ab 1948, mit einer kurzen Unterbrechung, bis 1970 Mitglied der Ratsversammlung. Hier war er von 1964 bis 1970 auch Fraktionsvorsitzenden der SPD Flensburg. Ab 1959 war er zudem im Magistrat der Stadt Flensburg tätig.
Für sein Engagement wurde Willi Sander mit mehreren Ehrungen ausgezeichnet, darunter die Freiherr-vom-Stein-Medaille des Landes Schleswig-Holstein, das Bundesverdienstkreuz 1. Klasse sowie das Schlesienkreuz.
Zu Ehren von Willi Sander wurde im Jahr 2000 die Straße am Verwaltungssitz des SBV zum Willi-Sander-Platz umbenannt. Zudem erinnert dort ein Gedenkstein an sein Wirken. An der östlichen Seite des Brückenbaus zum Verwaltungsgebäude ist in einem Sgraffito das Gesicht des Gründers zu erkennen.